# Jan Kops
Janus (Jan) Kops (Amsterdam, 6 maart 1765 - Utrecht, 9 januari 1849) was een Nederlands doopsgezind predikant, botanicus en landbouwkundige. Hij was hoogleraar landhuishoudkunde en kruidkunde te Utrecht, en rector magnificus aldaar in het jaar 1828-1829.
Kops was een van de eerste drie hoogleraren in de landhuishoudkunde, die in 1815 werden benoemd. De andere twee waren Jan Arnold Bennet, benoemd in Leiden, en Jacobus Albertus Uilkens in Groningen.

## Levensloop

### Jeugd, opleiding en werk als predikant
Kops was de vijfde zoon van de Amsterdamse koopman Jakob Kops en Hillegonda Schotvanger, die behoorden tot de Doopsgezinde gemeente. Op negenjarige leeftijd verloor hij beide ouders en werd hij verder opgevoed door zijn stiefmoeder Elisabeth Audrouis in Haarlem. 
Kops volgde hier het Stedelijk Gymnasium Haarlem, waar hij in 1776 vriendschap sloot met de latere historieschrijver Adriaan Loosjes. Samen verdiepten ze zich in de studie van de vaderlandse letteren en de botanica, waarover Loosjes lessen volgde bij David de Gorter. Bij het verlaten van het gymnasium in 1781 sprak hij een Oratiuncula de contemplatione naturae.
Kops had geen ambitie in de koophandel en wilde graag natuurwetenschap studeren. Dit bood echter geen uitzicht op een maatschappelijke loopbaan en daarom besloot hij zich aan de godgeleerdheid te wijden. Terug in Amsterdam in 1781 volgde hij theologie onderwijs aan het seminarie der Doopsgezinden, waar Heere Oosterbaan doceerde. Hiernaast volgde hij lessen aan het Athenaeum Illustre onder andere bij Daniël Wyttenbach, Herman Tollius, en ook kortstondig bij Jean Henri van Swinden.
In 1788 werd hij predikant in Leiden, maar eigenlijk lag zijn hart bij de botanie. In 1800 werd hij aangesteld als “commissaris tot de zaken van de landbouw” bij de landbouwafdeling van het Agentschap van Nationale Oeconomie in Den Haag. In 1811 is op zijn initiatief een Kabinet van Landbouw gevestigd, eerst te Amsterdam, later te Utrecht.

### Hoogleraar in Utrecht
In 1815 werd Kops door Koning Willem I benoemd tot de eerste hoogleraar in de landhuishoudkunde aan de Universiteit Utrecht. Op 15 februari 1816 sprak Kops de inaugurele rede "Inwijdings-redevoering over het belang van het academisch onderwijs in de Nederlandsche landhuishoudkunde". In het academisch jaar 1829/1829 diende hij als rector magnificus aan de universiteit, en in 1835 ging hij met emeritaat.
Kops ontving vele eerbewijzen. Zo was hij onderscheiden als Ridder in de Orde van de Nederlandse Leeuw, lid der eerste klasse van het Koninklijk Nederlandsch Instituut van wetenschappen, fraaije letteren en kunsten, directeur van het Provinciaal Utrechtsch Genootschap en lid der Maatschappij der Nederlandse Letterkunde.

### Persoonlijk
Kort vóór zijn intrede te Leiden huwde hij met Catharina Daams (1768-1805), en ze hadden 6 zoons en 5 dochters. In 1807 hertrouwde hij met Helena Biljouw (1774-1855) met wie hij nogmaals 5 zoons en 1 dochter kreeg.

## Werk
Als weerslag van zijn botanisch onderzoek verscheen in 1800 het eerste deel van de Flora Batava, een standaardwerk dat na zijn dood door anderen, onder wie Frederik Willem van Eeden, werd voortgezet en in 1934 met het 28ste deel voltooid werd.
In 1803 publiceerde hij de eerste aflevering van het eerste Nederlandse landbouwtijdschrift, het Magazijn van Vaderlandschen Landbouw (Haarlem, 1803-1814) in 6 delen. In 1805 werden dankzij zijn doorzettingsvermogen in alle gewesten Commissiën van Landbouw opgericht, die onder meer moesten dienen als adviesorganen voor het landbouwbeleid. In 1815 werd hij benoemd tot hoogleraar in de landhuishoudkunde en de kruidkunde te Utrecht, maar zijn kennis van de botanie was toen al niet meer actueel, zoals oud-studenten later te kennen gaven.

## Trivia

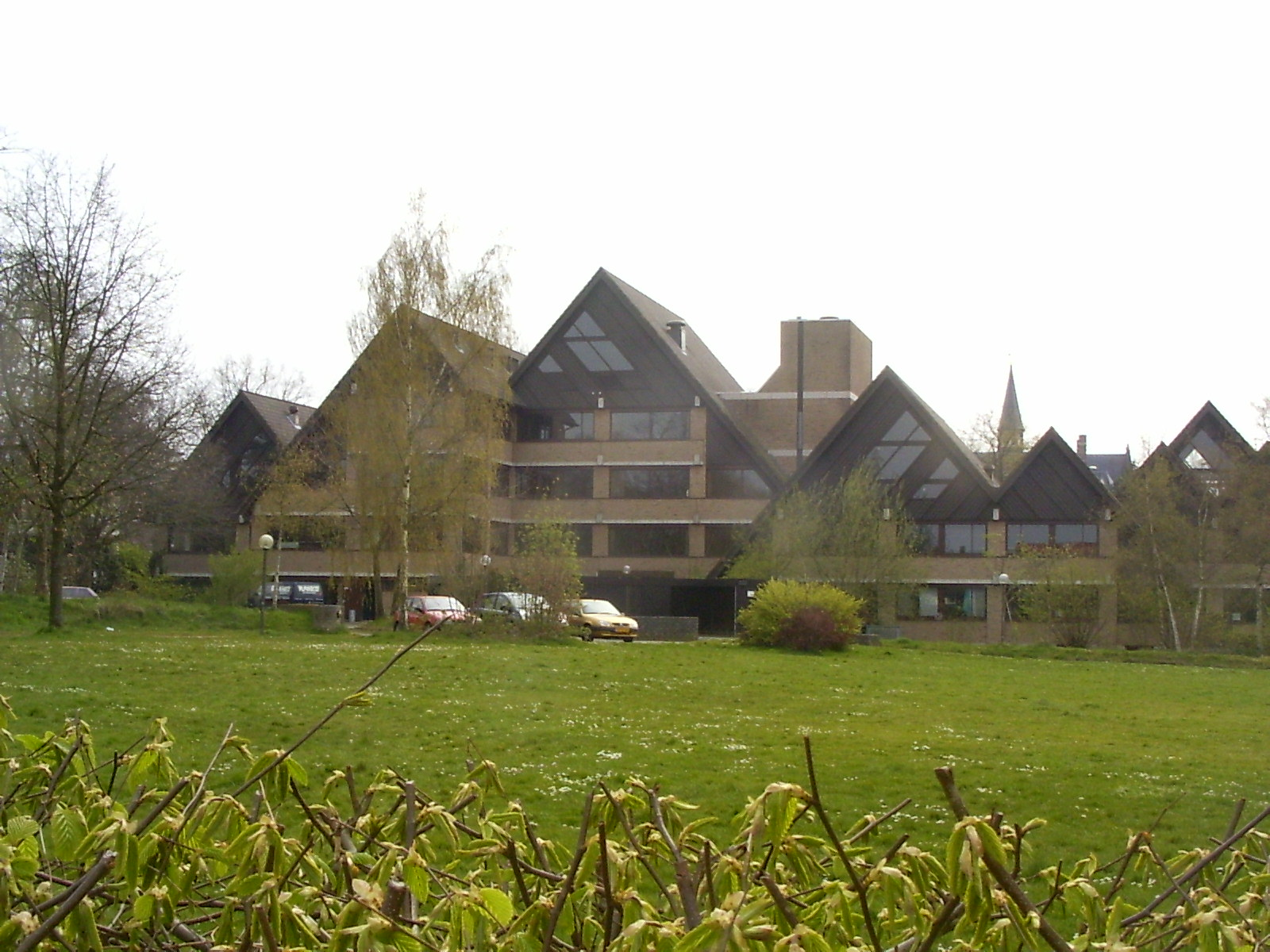
Jan Kopshuis

De in 1981 geopende Universiteitsbibliotheek van de toenmalige Landbouwhogeschool kreeg de naam Jan Kopshuis. Met de sloop van dit gebouw in april 2011 is deze naam weer uit Wageningen verdwenen.
Carl Ludwig Blume noemde het plantengeslacht Kopsia naar Jan Kops.

## Publicaties
- 1787. Over het onredelyke der onverschilligheid omtrent godsdienstige waarheden, en het verstandig yveren voor de waarheid. Met Hendrik van Voorst, W.L. Brown en Jacob Kuiper. Haarlem : Enschedé & Van Walré
- 1787. Antwoord op het voorstel, vorderende te betoogen het onredelyke der onverschilligheid omtrent godsdienstige waarheden, met aanwyzing hoe men, in 't voorstaan van de waarheid, verstandig hebbe te yveren. Haarlem : Joh. Enschedé en zoonen.
- 1800-1934. Flora Batava : of afbeelding en beschrijving van Nederlandsche gewassen. Met J.E. van der Trappen, H.C. van de Pavord Smits en L. Vuyck. 28 dl. + 4 reg. Amsterdam: J.C. Sepp en Zoon.
- 1807. Boeren goudmijn, of Handleiding tot de kunst om van verschillende soorten van landerijen het meest mogelijke nut te trekken, meer vee te kunnen houden dan naar gewoonte en hetzelve over 't geheel beter te kunnen voeden, en doelmatiger behandelen : benevens een aantal wetenswaardige bijzonderheden tot den landbouw betrekkelijk : alles met voorbeelden, op ondervinding berustende, opgehelderd. Albrecht Thaer en J.F. Serrurier (red); met een aanmoedigende brief van Jan Kops. Amsterdam : Allart
- 1816. Verhandeling over den staat der voornaamste gewassen in Nederland geteeld, en van de gesteldheid van het weder in den jare 1806 tot 1812. Amsterdam.
- 1817. Inwijdings-redevoering over het aanbelang van het akademisch onderwijs in de Nederlandsche land-huishoudkunde. Inaugurele rede. Utrecht : bij O.J. van Paddenburg.
- 1818. Staat van Hollands duinen en ontwerp tot vruchtbaarmaking derzelven. 2 delen. Utrecht.
- 1818. Proeven van uiterlijke Nederlandsche welsprekendheid, in navolging van P. Francius : benevens eene redevoering over Jacob Cats, als verlichter des volks en bevorderaar van het nut van 't algemeen. Haarlem : Wed. A. Loosjes Pz.
- 1818. Staats-huishoudkundige verhandeling over den invloed eener mindere of meerdere beperking des grond-eigendoms op den landbouw der volken, toegepast op ons vaderland. Gerrit van Leeuwen, met een voorrede van Jan Kops. Amsterdam : bij J.C. Sepp & zoon
- 1827. Catalogue des instrumens, machines et outils à l'usage de l'agriculture, réunis au Cabinet Royal, formée à Amsterdam. Redactie door Jan Kops. Harlem
- 1832. Beredeneerd algemeen register op de staten van landbouw in het Koningrijk der Nederlanden, over de jaren 1814 tot 1828 ingesloten : met een voorberigt wegens de geschiedenis en het aanbelang dezer staten. Utrecht : Van Paddenburg en comp.

Over Jan Kops
- A.J. van der Aa (1862). "KOPS (Jan)". In: Biographisch woordenboek der Nederlanden. Deel 10. J.J. van Brederode, Haarlem. p.356-361.
- P.C. Molhuysen en P.J. Blok red. (1937). Kops (Jan)". In: Nieuw Nederlandsch biografisch woordenboek. Deel 10. A.W. Sijthoff, Leiden
- Jan Baert (1943). Jan Kops, pionier van Hollands landbouw. 's-Gravenhage : Nijhoff.
- Jan Kops en Wilhelmus M. Zappey (1970). Levensberigt betrekkelijk mijne werkzaamheden voor het publiek en hetgeen hierop invloed had, 1839.